# Chaetodon semeion
Chaetodon semeion е вид бодлоперка от семейство Chaetodontidae. Видът не е застрашен от изчезване.

## Разпространение и местообитание
Разпространен е в Австралия, Американска Самоа, Бангладеш, Вануату, Гуам, Индия (Андамански и Никобарски острови), Индонезия, Кирибати (Феникс), Кокосови острови, Малайзия, Малки далечни острови на САЩ (Уейк), Маршалови острови, Мианмар, Микронезия, Науру, Ниуе, Остров Рождество, Острови Кук, Палау, Папуа Нова Гвинея, Провинции в КНР, Самоа, Северни Мариански острови, Соломонови острови, Тайван, Тайланд, Тонга, Тувалу, Уолис и Футуна, Фиджи, Филипини, Френска Полинезия и Шри Ланка.
Обитава крайбрежията на океани, морета, лагуни и рифове. Среща се на дълбочина от 0,9 до 23 m, при температура на водата от 27,2 до 29,3 °C и соленост 34,1 – 35,3 ‰.

## Описание
На дължина достигат до 26 cm.
Популацията на вида е стабилна.